# Фінал чемпіонату Європи з футболу 1980
Фінал чемпіонату Європи з футболу 1980 — футбольний матч, у якому визначався переможець чемпіонату Європи з футболу 1980. Матч відбувся 22 червня 1980 року на Олімпійському стадіоні у столиці Італії, місті Рим. У матчі зустрілися збірні ФРН та Бельгії. Матч завершився з рахунком 2:1 на користь німецьких футболістів. 

## Матч
| 22 червня 1980 20:30 CEST |

| Бельгія                | 1 – 2    | ФРН             |
| ---------------------- | -------- | --------------- |
| Вандерейкен 75' (пен.) | Протокол | Грубеш 10', 88' |

| Олімпіко, Рим Глядачів: 47,864 Арбітр: Ніколае Райня (Румунія) |

| Бельгія | ФРН |

| ВР      | 12 | Жан-Марі Пфафф        |     |
| ЗХ      | 2  | Ерік Геретс           |     |
| ЗХ      | 4  | Вальтер Меєувс        |     |
| ЗХ      | 3  | Люк Міллекампс        | 35' |
| ЗХ      | 5  | Мішель Ренкен         |     |
| ПЗ      | 6  | Жульєн Колс (c)       |     |
| ПЗ      | 8  | Вілфрід ван Мур       |     |
| ПЗ      | 7  | Рене Вандерейкен      | 55' |
| ПЗ      | 17 | Раймонд Момменс       |     |
| НП      | 9  | Франсуа ван дер Ельст | 89' |
| НП      | 11 | Ян Кулеманс           |     |
| Тренер: |    |                       |     |
| Гі Тіс  |    |                       |     |

| ВР          | 1  | Гаральд Шумахер       |     |     |
| ЗХ          | 15 | Улі Штіліке           |     |     |
| ЗХ          | 5  | Бернард Діц (c)       |     |     |
| ЗХ          | 4  | Карл-Гайнц Ферстер    | 59' |     |
| ЗХ          | 20 | Манфред Кальц         |     |     |
| ЗХ          | 2  | Ганс-Петер Брігель    |     | 55' |
| ПЗ          | 6  | Бернд Шустер          |     |     |
| ПЗ          | 10 | Гансі Мюллер          |     |     |
| ПЗ          | 8  | Карл-Гайнц Румменігге |     |     |
| НП          | 9  | Горст Грубеш          |     |     |
| НП          | 11 | Клаус Аллофс          |     |     |
| Заміни:     |    |                       |     |     |
| ПЗ          | 3  | Бернгард Кулльман     |     | 55' |
| Тренер:     |    |                       |     |     |
| Юпп Дерваль |    |                       |     |     |

| Регламент - 90 хвилин. - 30 хвилин овертайму в разі необхідності. - Післяматчеві пенальті в разі необхідності. - Максимум дві заміни. |